# Petralona 1
Petralona 1 è il fossile di un cranio di un ominide scoperto nella grotta di Petralona in Grecia nel 1960 da Christos Sariannidis.

## Descrizione
Il fossile è stato trovato inglobato nella parete di una piccola rientranza della grotta, chiamata "Strato 10", a circa 30 cm sopra il suolo. Il teschio, mancante della mascella inferiore, era incrostato di calcite marrone formatasi subito dopo la morte dell'individuo.
Il cranio ha una capacità cranica di circa 1230 cc.
Ancora dibattuta è la datazione del fossile, che per un'ipotesi risale a 700.000-620.000 anni fa, mentre per un'altra ad un periodo compreso tra 400.000-300.000 anni fa.
Anche la classificazione dell'ominide è dibattuta, tra chi lo ritiene un esemplare dell'homo heidelbergensis, o dell'Homo erectus o dell'Homo neanderthalensis.